# Solanka

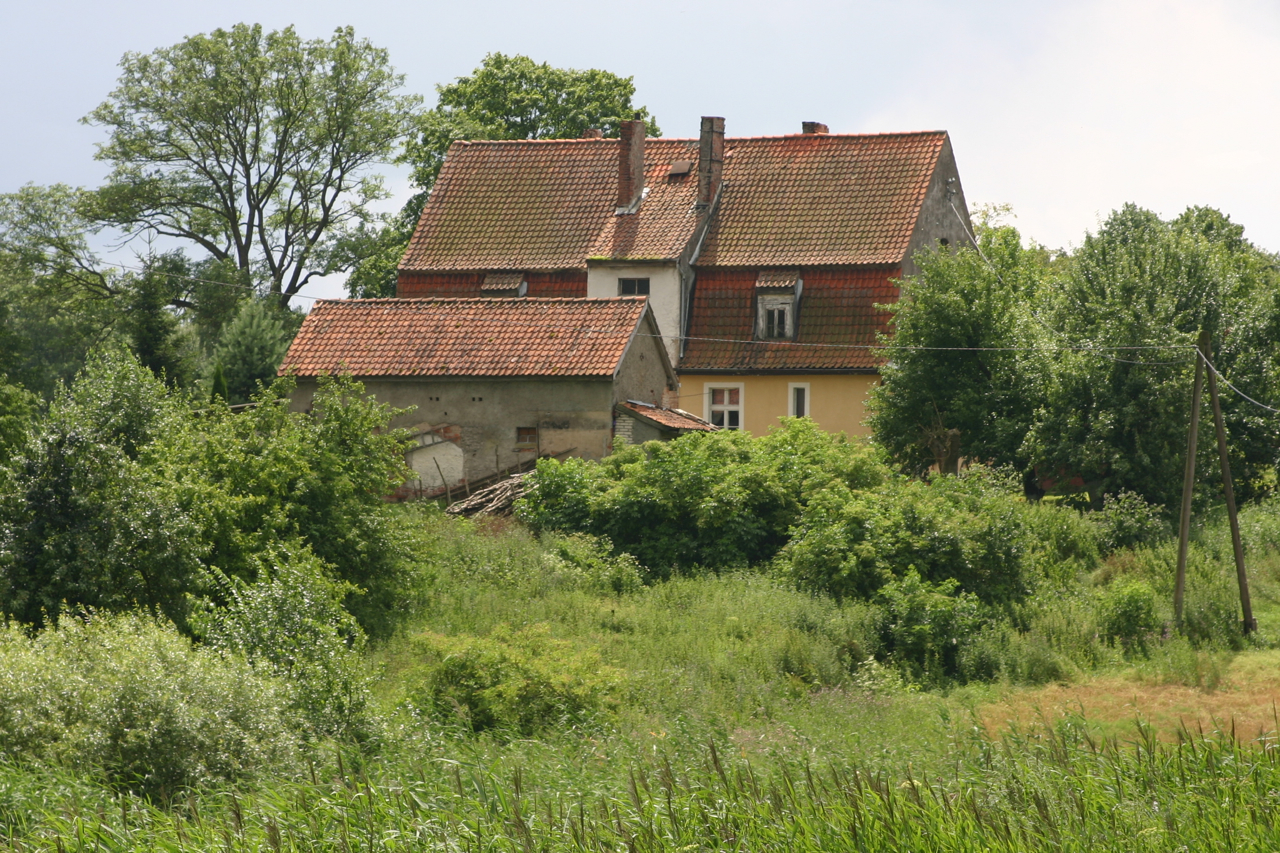
Anwesen (I) in Solanka

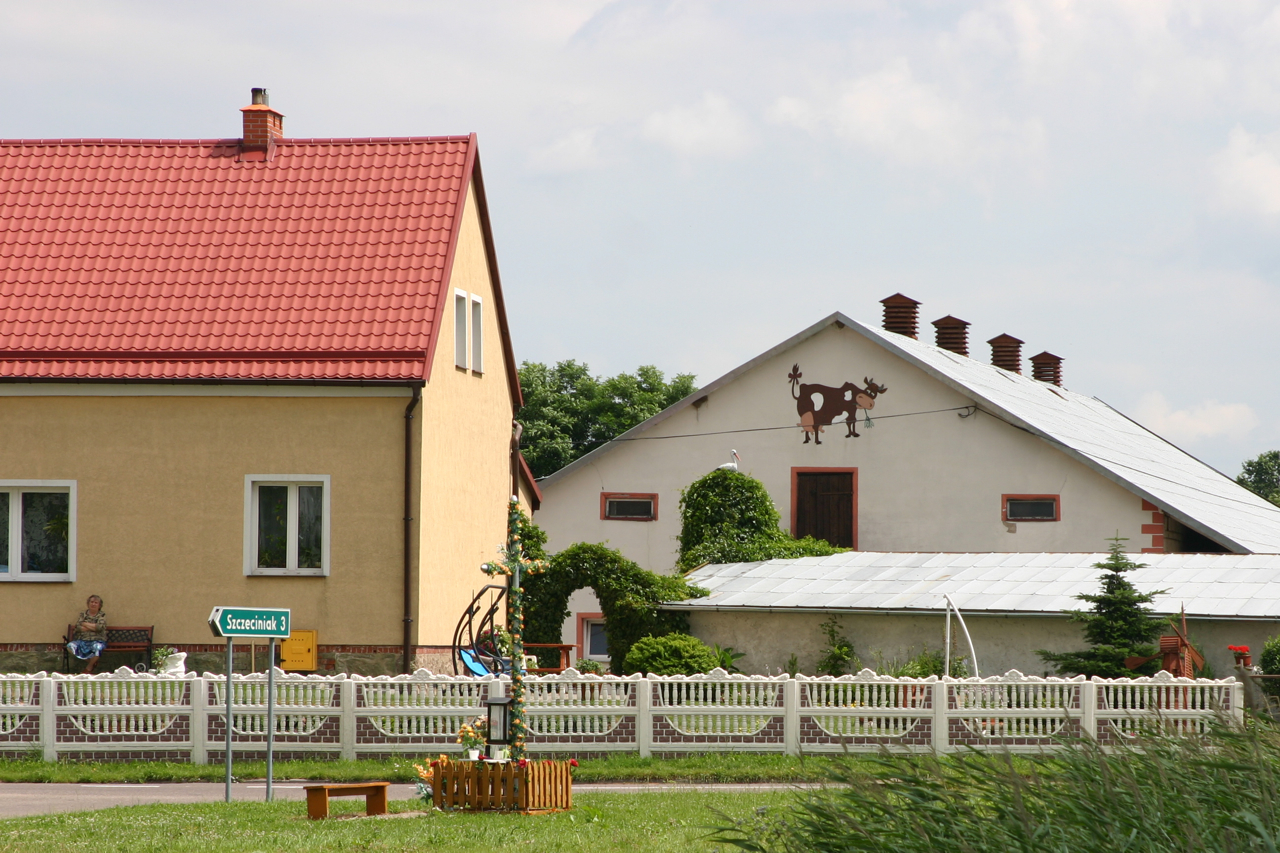
Anwesen (II) in Solanka

Solanka (deutsch Salzbach, 1912 bis 1928 auch Salzbach B) ist ein Dorf in Polen in der Woiwodschaft Ermland-Masuren. Es gehört zur Gmina Srokowo (Landgemeinde Drengfurth) im Powiat Kętrzyński (Kreis Rastenburg).

## Geographische Lage
Solanka liegt in der nördlichen Mitte der Woiwodschaft Ermland-Masuren, 13 Kilometer nordöstlich der Kreisstadt Kętrzyn (deutsch Rastenburg).

## Geschichte

### Ortsgeschichte
Das heutige Solanka wurde wahrscheinlich zwischen 1402 und 1410 durch den Komtur Marquard von Salzbach angelegt. Von diesem leitet sich auch der Name Salzbach ab. Zu den späteren Besitzern gehörten auch die Familien von Wernsdorf und von Stutterheim. 1785 war es ein adliges Gut und zählte mit dem zugehörigen Vorwerk 20 Wohngebäude, nach 1785 trug es die Bezeichnung „Salzbach B“. 1817 waren hier 29 Gebäude registriert.
Am 30. April 1874 wurde das Dorf – es trug inzwischen wieder den Namen „Salzbach“ (ohne Zusatz) – Amtsdorf und damit anemsgebend für einen Amtsbezirk im Kreis Rastenburg im Regierungsbezirk Königsberg in der preußischen Provinz Ostpreußen.
Am 30. September 1928 wurden die drei Nachbargutsbezirke Adlig Mühlbach (polnisch Młynowo), Knipprode (Chojnica) und Salzbach in die Landgemeinde Salzbach eingegliedert.
1945, am Ende des Zweiten Weltkrieges, marschierte die Rote Armee in die Gegend ein. Als Folge des Krieges wurde Salzbach als Solanka Teil der Volksrepublik Polen. 1954 wurde der Ort Sitz einer Gromada, die aber bereits 1957 wieder aufgelöst wurde. Zu dieser Zeit wurde auch ein neues Schulgebäude errichtet welches 1970 eine achtklassige Grundschule beherbergte. 1973 gehörten zum Schulzenamt Solanka, neben Solanka selbst, die Ortschaften Chojnica (Knipprode), Kąty (Langeneck) und Młynowo (Adlig Mühlbach).

### Einwohnerentwicklung
Nachfolgend die graphische Darstellung der Einwohnerentwicklung.

### Amtsbezirk Salzbach (1874–1945)
Bei seiner Errichtung waren in den Amtsbezirk Salzbach elf Orte eingegliedert. Aufgrund struktureller Veränderungen waren es am Ende nur noch zwei:
| Deutscher Name                       | Polnischer Name | Bemerkungen                                                                      |
| ------------------------------------ | --------------- | -------------------------------------------------------------------------------- |
| Louisenhof                           | Podlasie        | vor 1905 nach Adlig Schülzen B eingemeindet                                      |
| Mühlbach 1928–1945 Adlig Mühlbach    | Młynowo         | 1928 in die Landgemeinde Salzbach eingegliedert                                  |
| Salzbach (Dorf)                      | Solanka         |                                                                                  |
| Salzbach A                           |                 | 1912 Umbenennung in „Knipprode“, 1928 in die Landgemeinde Salzbach eingegliedert |
| Salzbach B ab 1912: Salzbach B (Gut) |                 | 1928 in die Landgemeinde Salzbach eingegliedert                                  |
| Salzbach C                           |                 | 1912 Umbenennung in „Knipprode“, 1928 in die Landgemeinde Salzbach eingegliedert |
| Schülzen B (Groß~, Adlig~)           | Silec           |                                                                                  |
| Schülzen A                           |                 | 1925 Zusammenschluss mit Schülzen zur neuen Landgemeinde Schülzen                |
| Schülzen B                           |                 | 1921 in die Landgemeinde Schülzen eingegliedert                                  |
| Schülzen (Gut) (Klein~, Schülzen C)  | Silecki Folwark | 1928 in die Landgemeinde Schülzen eingegliedert                                  |
| Serwillen                            | Surwile         | 1928 in den Amtsbezirk Steinort, Kreis Angerburg, umgegliedert                   |

Am 1. Januar 1945 gehörten lediglich noch die Gemeinden Salzbach (Solanka) und Schülzen (Silec) zum Amtsbezirk Salzbach.

## Kirche
Bis 1945 war Salzbach in die evangelische Pfarrkirche Drengfurth in der Kirchenprovinz Ostpreußen der Kirche der Altpreußischen Union sowie in die katholische St.-Katharinen-Kirche Rastenburg mit der Filialkapelle Drengfurth im damaligen Bistum Ermland eingepfarrt.
Heute gehört Solanka zur katholischen Pfarrei Srokowo im jetzigen Erzbistum Ermland, außerdem zur evangelischen Kirche Srokowo, einer Filialkirche der Johanneskirche Kętrzyn in der Diözese Masuren der Evangelisch-Augsburgischen Kirche in Polen.

## Sehenswürdigkeiten

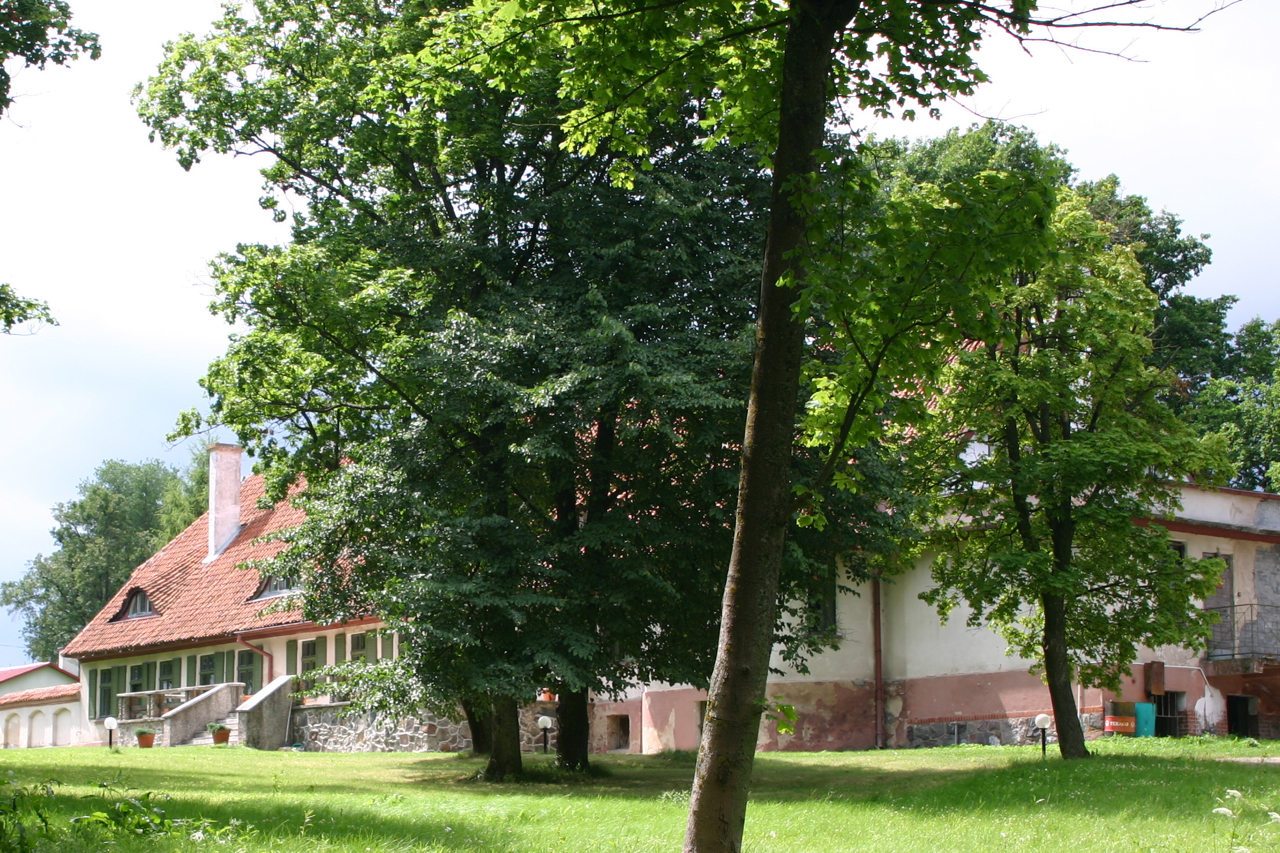
Ehemaliges Gutshaus Salzbach in Solanka

### Gutshaus Salzbach
Das Salzbacher Gutshaus wurde 1911 grundlegend renoviert. Die Fundamente stammen noch aus der Zeit des Deutschen Ordens, das übrige Gebäude von Anfang des 19. Jahrhunderts.

## Verkehr

### Straße
Das Dorf Solanka liegt an der Woiwodschaftsstraße DW 650, die in nördlicher Richtung nach Srokowo (Drengfurth) und weiter bis nach Węgorzewo (Angerburg) und Gołdap (Goldap) führt. Zehn Kilometer südwestlich mündet die Straße bei Stara Różanka (Alt Rosenthal) in die Woiwodschaftsstraße DW 591. Außerdem enden zwei Regionalstraßen aus östlicher bzw. westlicher Richtung in Solanka.

### Schiene
Der Ort verfügt über keinen eigenen Bahnanschluss mehr. Bis 1945 war Salzbach Bahnstation an der Bahnstrecke Rastenburg–Drengfurth, die von den Rastenburger Kleinbahnen betrieben, aber nach 1945 nicht reaktiviert wurde. Der nächste Bahnhof heute befindet sich 13 Kilometer südlich in Kętrzyn, wo es Direktverbindungen nach Korsze (Korschen) und Białystok gibt.

### Luft
Der nächstgelegene internationale Flughafen ist der Flughafen Kaliningrad, der sich etwa 100 Kilometer nordwestlich auf russischem Hoheitsgebiet befindet. Der nächste internationale Flughafen auf polnischem Staatsgebiet ist der etwa 200 Kilometer westlich befindliche Lech-Wałęsa-Flughafen Danzig.